# Chajbarský průsmyk
Chajbarský průsmyk (paštunsky د خیبر درہ‎, urdsky درۂ خیبر‎, anglicky Khyber, Khaiber nebo Khaybar Pass) je nejvýznamnější průsmyk, spojující Afghánistán s Pákistánem. Nachází se v nadmořské výšce 1 070 m.

## Poloha a význam
Průsmyk vede přes jihovýchodní výběžek Hindúkuše. Vrchol průsmyku je 5 kilometrů v Pákistánu. Silnice vedoucí průsmykem a spojující afghánský Torcham s pákistánským Péšávarem byla vybudována Brity v roce 1879.

## Historie
Přes Chajbarský průsmyk vedla důležitá obchodní cesta ze Střední Asie na Indický subkontinent. Pro jeho strategickou polohu průsmykem procházely četné vojenské výpravy, počínaje Alexandrem Velikým, přes vpády muslimů na Indický subkontinent až po vpády Britů do Afghánistánu za anglo-afghánských válek, kdy byl Chajbárej ziskem britských jednotek z války roku 1878.

## Externí odkazy

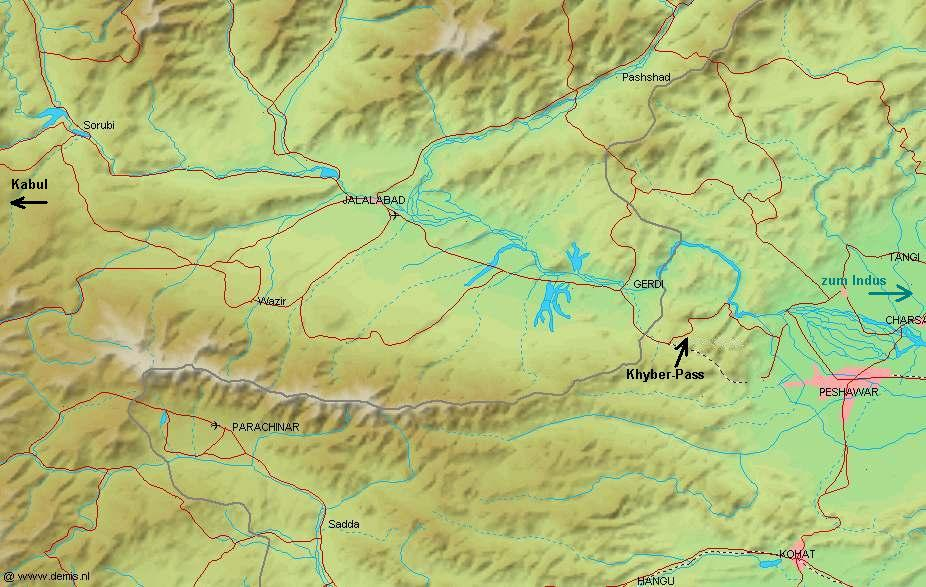
Topografická mapa průsmyku